# Caroline Lundahl
Caroline Lundahl, född 16 oktober 1991, är en svensk friidrottare. Hon vann SM-guld på 60 meter häck inomhus år 2009 och 2012. Hon tävlar för KA 2 IF.

## Personliga rekord
| Utomhus - 100 meter – 11,82 (Västerås 3 augusti 2008) - 100 meter – 12,03 (Mannheim, Tyskland 21 juni 2008) - 200 meter – 25,31 (Vejle, Danmark) - 100 meter häck – 13,39 (Göteborg) - 100 meter häck – 13,39 (Göteborg 1 september 2012) - 100 meter häck – 13,39 (Göteborg 25 augusti 2012) - Längd – 6,12 (Växjö 9 juni 2007) - Längd – 6,13 (medvind) (Växjö 9 juni 2007) | Inomhus - 60 meter – 7,49 (Malmö) - 60 meter – 7,50 (Malmö 24 januari 2009) - 55 meter häck – 7.98 (Gainesville, Florida USA 17 januari 2013) - 60 meter häck – 8,37 (Bollnäs 26 januari 2012) - 60 meter häck – 8,46 (Bollnäs 1 mars 2009) - Längd – 6,03 (Malmö 28 januari 2007) - Längd – 5,95 (Malmö 10 mars 2007) |